# Lienzo de Quauhquechollan

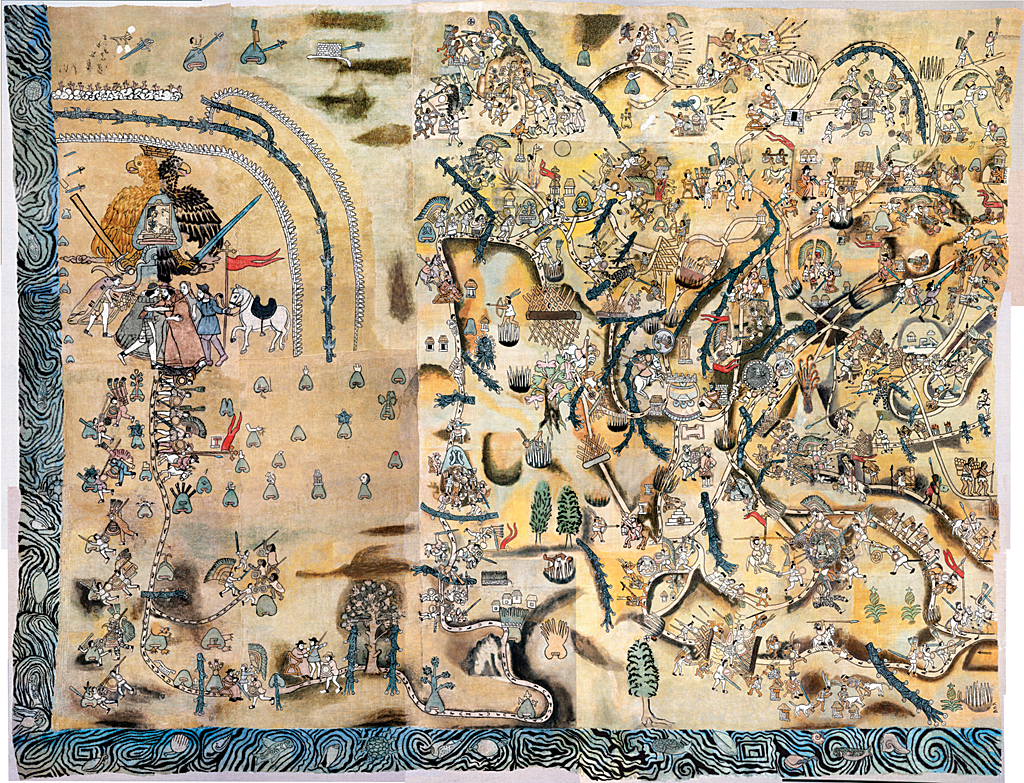
Digitale Restaurierung des Lienzo de Quauhquechollan

Der Lienzo de Quauhquechollan („Leinen von Quauhquechollan“) ist ein von den Nahua bemaltes Leintuch aus dem 16. Jahrhundert. Es ist eines von zwei erhaltenen Nahua-Bilddokumenten, die die spanische Eroberung Guatemalas erzählen, und eine der ersten noch erhaltenen Landkarten des heutigen Guatemalas.
Der Lienzo wurde vermutlich in der Ciudad Vieja gemalt, im guatemaltekischen Departamento Sacatepéquez, von Nahua aus Quauhquechollan, dem heutigen Huaquechula, Puebla in Mexiko. Diese hatten sich mit den Spaniern verbündet und unterstützten den Konquistador Jorge de Alvarado, Bruder von Pedro de Alvarado auf seinem Feldzug von 1527 bis 1529. Die Verbündeten aus Quauhquechollan ließen sich daraufhin im Hochland Guatemalas nieder und malten den Lienzo, der ihre Beteiligung an der spanischen Eroberung Mexikos und Guatemalas schildert. Das Original befindet sich momentan im Museum Casa de Alfeñique in Puebla.

## Herstellung
Der Lienzo wurde in den 1530er Jahren gemalt. Er besteht aus 15 einzeln bemalten Leintüchern, die zu einer großen Landkarte zusammengenäht wurden. Die Teile weisen verschiedene Größen und Herstellungsweisen auf und einige zeigen, dass sie wiederverwendet wurden. Der gesamte Lienzo de Quauhquechollan misst 3,25 × 2,35 m. Der Lienzo wurde in einem zentral-mexikanischen Stil und deren Konventionen indigener Kunst umgesetzt, um eine Mischung aus Nahua- und spanischen Themen darzustellen. Der Schwerpunkt der Karte liegt innerhalb der Grenzen des heutigen Guatemalas, vor allem um die Gegend von Chimaltenango und der kolonialen Hauptstadt Santiago de los Caballeros de Guatemala. Der Lienzo konzentriert sich auf die Rolle der Quauhquechollan-Verbündeten in der Eroberung, ihre Reisen und die Schlachten, an denen sie teilgenommen haben. Er wurde durch mehr als einen Künstler gefertigt, wie stilistische Unterschiede im Gemälde beweisen.

## Herkunft
Die älteste Erwähnung des Lienzo, unter dem Namen Lienzo de la Academia de Puebla („Leinen der Puebla-Akademie“), stammt aus dem letzten Jahrzehnt des 19. Jahrhunderts, wo er sich in der Sammlung der Academia de Pintura de Puebla („Akademie der Malerei von Puebla“) befand, seine Herkunft jedoch unbekannt war. Er enthielt verschiedene an die Bilder geheftete Zettel mit Texten, verfasst in lateinischem Alphabet, welche aber schlecht erhalten waren.

## Inhalt
Die obere linke Ecke des Lienzo de Quauhquechollan zeigt eine Orts-Glyphe, die Quauhquechollan repräsentiert, kombiniert mit dem Habsburger Wappen. Darunter wird der spanische Konquistador Hernán Cortés gezeigt, wie er einen quauhquecholtekischen Adel zur Begrüßung umarmt; beide werden von ihrem Gefolge begleitet und die Szene zeigt einen Austausch von Geschenken. Die folgende Szene zeigt Jorge de Alvarado an der Spitze einer großen Armee, die von Quauhquechollan abrückt; die Armee selbst ist gemischt aus Spaniern und Nahua. Alle dargestellten Quauhquecholteken sind ausgerüstet mit spanischen Schwertern, was ein Privileg darstellt, das nur einigen indigenen Verbündeten der Konquistadoren zugesprochen wurde. Die Route der Armee auf ihrem Marsch nach Guatemala wird geschildert unter anderem durch die Stationen Tehuantepec in Oaxaca und der Soconusco-Region im Tiefland von Chiapas; beide im heutigen Mexiko. In Guatemala durchläuft die Armee Retalhuleu, Zapotitlán und Suchitepéquez und führt dort eine Reihe von Schlachten, obwohl Pedro de Alvarado diese Region bereits zuvor erobert hatte.